# Beieroschema guttatum
Beieroschema guttatum är en insektsart som först beskrevs av Brunner von Wattenwyl 1895.  Beieroschema guttatum ingår i släktet Beieroschema och familjen vårtbitare. Inga underarter finns listade i Catalogue of Life.